# Retirolândia
Retirolândia este un oraș în statul Bahia (BA) din Brazilia.